# Australische Cricket-Nationalmannschaft in Südafrika in der Saison 1921/22
Die Tour der australischen Cricket-Nationalmannschaft nach Südafrika in der Saison 1921/22 fand vom 5. bis zum 29. November 1921 statt. Die internationale Cricket-Tour war Bestandteil der Internationalen Cricket-Saison 1921/22 und umfasste drei Tests. Australien gewann die Serie 1–0.

## Vorgeschichte
Für beide Mannschaften war es die erste Tour der Saison.
Das letzte Aufeinandertreffen der beiden Mannschaften bei einer Tour fand in der Saison 1910/11 in Australien statt.

## Stadien
Die folgenden Stadien wurden für die Tour als Austragungsort vorgesehen:
| Stadion                    | Stadt        | Kapazität | Spiele  |
| -------------------------- | ------------ | --------- | ------- |
| Lord’s No. 1 Ground        | Durban       |           | 1. Test |
| Old Wanderers No. 1 Ground | Johannesburg |           | 2. Test |
| Newlands Cricket Ground    | Kapstadt     | 25.000    | 3. Test |

## Kaderlisten
Die Mannschaften benannten die folgenden Kader:
| Test | Test |
| Südafrika | Australien |
| --- | --- |
| - Herbie Taylor (K) - Jimmy Blanckenberg - Claude Carter - Horace Chapman - Charlie Frank - Philip Hands - Neville Lindsay - William Ling - Eric Marx - Dave Nourse - Buster Nupen - Norman Reid - Tommy Ward (wk) - Billy Zulch | - Herbie Collins (K) - Tommy Andrews - Warren Bardsley - Sammy Carter (wk) - Jack Gregory - Stork Hendry - Charles Macartney - Arthur Mailey - Ernie Mayne - Ted McDonald - Bert Oldfield (wk) - Nip Pellew - Jack Ryder - Johnny Taylor |

## Tests

### Erster Test in Durban
| 5. – 9. November Scorecard | Durban (Lord’s) | Australien 299 (80.1) & 324-7d (87) | – | Südafrika 232 (87) & 184-7 (96) |
|                            |                 | Remis                               |   |                                 |

Australien gewann den Münzwurf und entschied sich als Schlagmannschaft zu beginnen. Für sie bildeten die Eröffnungs-Batter Herbie Collins und Jack Gregory eine Partnerschaft. Gregory erreichte ein Fifty über 51 Runs und wurde gefolgt durch Charles Macartney. Nachdem Jack Ryder aufs Feld gekommen war, verlor Macartney sein Wicket nach einem Fifty über 59 Runs. Daraufhin erzielte Johnny Taylor 18 Runs und Stork Hendry 23 Runs. Ryder beendete das Innings ungeschlagen mit einem Fifty über 78* Runs. Beste südafrikanische Bowler waren Jimmy Blanckenberg mit 5 Wickets für 78 Runs und Claude Carter mit 3 Wickets für 68 Runs. Für Südafrika etablierte sich Eröffnungs-Batter Billy Zulch, der den Tag beim Stand von 8/1. Nach einem Ruhetag erzielte der hineinkommende Dave Nourse 32 Runs gefolgt von William Ling mit 33 Runs. Zulch schied daraufhin nach einem Fifty über 80 Runs aus. In der Folge formten Tommy Ward und Jimmy Blanckenberg eine weitere Partnerschaft. Blanckenberg erreichte 28 Runs und der ihm folgende Claude Carter 14 Runs, bis er das letzte Wicket des innings verlor. Ward hatte bis dahin 22* Runs erzielt. Bester australischer Bowler war Jack Gregory mit 6 Wickets für 77 Runs. FürAustralien formten die Eröffnungs-Batter Herbie Collins und Warren Bardsley eine Partnerschaft die den Tag beim Stand von 13/0 beendete. Am dritten Spieltag schied Bardsley nach 23 Runs aus, worauf sich Charles Macartney etabliere. Collins gelangend daraufhin 47 Runs und Jack Ryder kam daraufhin an der Seite von Macartney ins Spiel. Letzterer verlor sein Wicket nach einem Century über 116 Runs und wurde gefolgt durch Tommy Andrews. Ryder schied nach einem Fifty über 58 Runs aus, woraufhin Johnny Taylor 11 Runs aus und Stork Hendry 13 Runs. Als Andrews bei 35* Runs stand deklarierte Australien das Innings, wobei es Südafrika eine Vorgabe von 392 stellte. Bester südafrikanischer Bowler war Claude Carter mit 3 Wickets für 66 Runs. Für Südafrika formten Eröffnungs-Batter Charlie Frank und der dritte Schlagmann Eric Marx eine Partnerschaft und beendeten den Tag beim Stand von 6/1. Am vierten Spieltag schied Marx nach 28 Runs aus und wurde durch Herbie Taylor ersetzt. Frank konnte 38 Runs erzielen und nachdem Billy Zulch aufs Spiel gekommen war, schied Taylor nach 29 Runs aus. Daraufhin etablierte sich Dave Nourse und Zulch schied nach 17 Runs aus. William Ling konnte weitere 28 Runs erreichen und als Nourse bei 31* Runs stand, endete der Tag und das Spiel mit einem Remis. Bester australischer Bowler war Ted McDonald mit 3 Wickets für 64 Runs.

### Zweiter Test in Johannesburg
| 12. – 16. November Scorecard | Johannesburg (OW) | Australien 450 (97.5) & 7-0 (1.4) | – | Südafrika 243 (78.3) & 472-8d (195) (f/o) |
|                              |                   | Remis                             |   |                                           |

Australien gewann den Münzwurf und entschied sich als Schlagmannschaft zu beginnen. Für sie bildete Eröffnungs-Batter Herbie Collins zusammen mit dem dritten Schlagmann Jack Ryder eine Partnerschaft. Ryder gelang ein Fifty über 56 Runs, woraufhin Jack Gregory aufs Feld kam. Gregory konnte ein Century über 119 Runs erzielen und der folgende Johnny Taylor erreichte 11 and Stork Hendry 15 Runs. Daraufhin verlor Collins sein Wicket nach einem Double-Century über 203 Runs, womit das Innings nach 450 Runs endete. Auch beschloss dies den ersten Tag. Beste südafrikanische Bowler waren Claude Carter mit 6 Wickets für 91 Runs und Eric Marx mit 3 Wickets für 85 Runs. Nach einem Ruhetag verlor Südafrika früh drei Wickets, bevor Herbie Taylor und Dave Nourse eine Partnerschaft bildete. Taylor gelangen 47 Runs und wurde durch Eric Marx ersetzt. Nourse erzielte ein Fifty über 64 Runs und als Jimmy Blanckenberg aufs Feld kam, schied Marx nach 36 Runs aus. Blanckenberg formte dann eine weitere Partnerschaft mit Buster Nupen. Nupen erreichte 22 Runs, bevor Blanckenberg das letzte Wicket des innings nach 45 Runs verlor. Damit hatte Südafrika einen Rückstand von 207 Runs und Australien forderte das Follow-on ein. Bester australischer Bowler war Jack Gregory mit 4 Wickets für 71 Runs. In ihrem zweiten Innings bildete Eröffnungs-Batter Charlie Frank mit dem dritten Schlagmann Neville Lindsey eine Partnerschaft die den Tag beim Stand von 39/1 beendete. Am dritten Spieltag erreichte Lindsey 29 Runs, woraufhin Herbie Taylor ein Fifty über 80 Runs erzielte und Dave Nourse ins Spiel kam. Daraufhin endete der Tag beim Stand von 311/3. Am vierten Spieltag erzielte Nourse ein Century über 111 Runs und die ihm folgenden William Ling 19 und Eric Marx 34 Runs. Daraufhin verlor auch Frank sein Wicket nach einem Century über 152 Runs und als der hineinkommende Buster Nupen 13* Runs erreicht hatte, deklarierte Südafrika das Innings. Beste australische Bowler waren Jack Gregory mit 3 Wickets für 68 Runs und Arthur Milley mit 3 Wickets für 113 Runs. Der Tag endete beim Stand von 7/0 im zweiten Over des australischen Innings und damit endete das Spiel im Remis.

### Dritter Test in Kapstadt
| 26. – 29. November Scorecard | Kapstadt | Südafrika 180 (88) & 216 (80.3) | – | Australien 396 (120) & 1-0 (0.1) |
|                              |          | Australien gewinnt mit 10 Runs  |   |                                  |

Südafrika gewann den Münzwurf und entschied sich als Schlagmannschaft zu beginnen. Für sie formten die Eröffnungs-Batter Charlie Frank und Billy Zulch eine Partnerschaft. Frank gelangen 21 Runs, woraufhin Herbie Taylor ins Spiel kam. Zulch gelang ein Fifty über 50 Runs und der ihm folgende Dave Nourse 11 Runs. Als Eric Marx aufs Feld kam, schied Taylor nach 26 Runs aus. Jimmy Blanckenberg konnte daraufhin 25 Runs erzielen, bevor Eric Marx nach 11 Runs ausschied und Claude Carter und Norman Reid eine weiter Partnerschaft formten. Reid verlor das letzte Wicket des Innings als Carter bei 19* Runs stand. Beste australische Bowler waren Arthur Miley mit 4 Wickets für 40 Runs und Ted McDonald mit 3 Wickets für 53 Runs. Für Australien formten die Eröffnungs-Batter Herbie Collins und Warren Bardsley eine Partnerschaft und der Tag endete beim Stand von 15/0. Nach einem Ruhetag schied Bardsley nach 30 Runs aus und Charles Macartney kam ins Spiel. Collins gelang ein Fifty über 54 Runs und wurde durch Jack Ryder ersetzt. Macartney konnte dann 44 Runs erzielen und die ihm folgenden Jack Gregory 29, Ernie Mayne 15 und Tommy Andrews 10 Runs. Als Sammy Carter aufs Feld kam, verlor Ryder sein Wicket nach einem Century über 142 Runs. Als letzter Schlagmann kam Arthur Miley aufs Feld, der 14 Runs erreichte und so endete das innings als Carter bei 31* Runs stand mit einem Vorsprung von 216 Runs. Beste australische Bowler waren Jimmy Blanckenberg mit 4 Wickets für 82 Runs und Claude Carter mit 3 Wickets für 104 Runs. In ihrem zweiten Innings begann für Südafrika der Eröffnungs-Batter Charlie Frank und der tag endete beim Stand von 3/0. Am dritten Spieltag kam Billy Zulch ins Spiel und nachdem Frank nach 23 Runs ausschied, konnte Herbie Taylor 17 Runs erzielen. Zulch gelangen 40 Runs, woraufhin Dave Nourse und Philip Hands eine weitere Partnerschaft formten. Hands erreichte 19 Runs und wurde durch William Ling ersetzt. Nourse konnte 31 Runs erzielen und wurde gefolgte von Eric Marx mit 16 Runs. An der Seite von Ling kam Jimmy Blanckenberg aufs Feld, bevor Link nach 35 Runs ausschied. Blanckenberg erreichte daraufhin nach 20 Runs und die verbliebenen batter konnten die Run-Zahl von Australien exakt ausgleichen. Damit hatte Australien eine Vorgabe von nur einem Run. Bester australischer Bowler war Charles Macartney mit 5 Wickets für 44 Runs. Den Run für Australien erzielte dann mit dem ersten ball Arthur Mailey.

## Statistiken
Die folgenden Cricketstatistiken wurden bei dieser Tour erzielt.
| Tests              | Tests      | Tests   | Tests   | Tests   | Tests   | Tests   | Tests   | Tests   |
| Batting            | Batting    | Batting | Batting | Batting | Batting | Batting | Batting | Batting |
| Spieler            | Mannschaft | Spiele  | Innings | Runs    | Average | HS      | 100s    | 50s     |
| ------------------ | ---------- | ------- | ------- | ------- | ------- | ------- | ------- | ------- |
| Herbie Collins     | Australien | 3       | 5       | 340     | 85,00   | 203     | 1       | 1       |
| Jack Ryder         | Australien | 3       | 4       | 334     | 111,33  | 142     | 1       | 3       |
| Dave Nourse        | Südafrika  | 3       | 6       | 280     | 56,00   | 111     | 1       | 1       |
| Charlie Frank      | Südafrika  | 3       | 6       | 236     | 39,33   | 152     | 1       | 0       |
| Charles Macartney  | Australien | 2       | 3       | 219     | 73,00   | 116     | 1       | 1       |
| Bowling            |            |         |         |         |         |         |         |         |
| Spieler            | Mannschaft | Spiele  | Overs   | Wickets | Average | BBI     | 5W      | 10W     |
| Jack Gregory       | Australien | 3       | 115.4   | 15      | 18,93   | 6/77    | 1       | 0       |
| Claude Carter      | Südafrika  | 3       | 96.5    | 15      | 21,93   | 6/91    | 1       | 0       |
| Arthur Mailey      | Australien | 3       | 153.0   | 13      | 32,53   | 4/40    | 0       | 0       |
| Jimmy Blanckenberg | Südafrika  | 3       | 106.4   | 12      | 30,41   | 5/78    | 1       | 0       |
| Ted McDonald       | Australien | 3       | 149.0   | 10      | 37,10   | 3/53    | 0       | 0       |